# Counterpoint
Counterpoint (br Os Heróis Não Se Entregam), também conhecido em inglês como The Battle Horns ou The General, é um filme estadunidense de guerra de 1968, dirigido por Ralph Nelson para a Universal Pictures. O roteiro é baseado no romance The General de Alan Sillitoe. As audições da orquestra são de composições que incluem Tchaikovsky, Beethoven, Brahms, Wagner e Schubert, com performances da Orquestra Filarmônica de Los Angeles.

## Elenco
- Charlton Heston...Lionel Evans
- Maximilian Schell...General Schiller
- Kathryn Hays...Annabelle Rice
- Leslie Nielsen...Victor Rice
- Anton Diffring...Coronel Arndt
- Linden Chiles...Tenente Long
- Peter Masterson...Sgt. Calloway
- Curt Lowens...Capt.Klingermann
- Neva Patterson...Dorothy
- Cyril Delevanti...Tartzoff
- Gregory Morton...Jordon

## Sinopse
Em 1944, o norte-americano Lionel Evans é o maestro e diretor de uma renomada orquestra que viaja pela Europa ainda sob a Segunda Guerra Mundial. Durante uma apresentação na Bélgica, a cidade é atacada por tropas alemãs e na tentativa de fuga, os músicos são capturados pelos nazistas liderados pelo coronel Arndt. As ordens dos alemães são para não fazerem prisioneiros e o coronel imediatamente prepara o fuzilamento de todos os capturados mas o General Schiller, oficial comandante, reconhece Evans e ordena a suspensão da execução. Schiller se diz fã de Evans e lhe pede que realize um concerto para seus homens, que estão temporariamente parados por falta de combustível. Evans percebe que todos serão executados após a apresentação e tenta desesperadamente ganhar tempo, na esperança de que as tropas aliadas venham para o resgate.

## Produção
As filmagens nos estúdios da Universal incluíram o uso de cenário de The Hunchback of Notre Dame (1923), com início em 21 de novembro de 1966 e conclusão em 24 de janeiro de 1967. O roteiro foi reescrito sem consulta ao diretor Ralph Nelson.